# Louis-Joseph Francœur
Louis-Joseph Francœur   (París, 8 d'octubre de 1738 - París, 10 de març de 1804) fou un violinista, compositor i administrador francès de l'Òpera de Paris.
Nascut a París, fill del compositor Louis Francoeur, va ser criat pel seu oncle François Francœur després de la mort del seu pare el 1745. Es va convertir en violí de l'Òpera el 1742, mestre de música a l'Òpera entre 1764 i 1779, director i conductor d'òpera, després director de l'òpera fins al 1790.
La Revolució Francesa va pertorbar la seva carrera i el va arruïnar. El 1792, va fundar una companyia per fer-se càrrec del privilegi de l'Òpera, però fou empresonat el 1793-94. Va dirigir l'Òpera el 1799, després va morir el 1804 aïllat, oblidat i molt endeutat.
Louis-Joseph Francœur és el pare de Louis Benjamin Francoeur (1773-1849), matemàtic.
Francœur va deixar algunes cançons i va arranjar la música d'altres. Va escriure assaigs teòrics, entre ells el Diapason général de tous les instruments à vent (1772).
Va morir a París el 10 de març de 1804.